# Fútbol Playa en los Juegos Bolivarianos de Playa 2014
El torneo de fútbol playa en los Juegos Bolivarianos de Playa 2014 se desarrolló entre el 7 y 12 de diciembre de 2014. El evento fue ganado por la selección de Paraguay, mientras que El Salvador y Ecuador completaron el podio.

## Participantes
| Equipos participantes | Equipos participantes | Equipos participantes | Equipos participantes |
| --------------------- | --------------------- | --------------------- | --------------------- |
| Bolivia               | Ecuador               | Chile                 | El Salvador           |
| Paraguay              | Perú                  | República Dominicana  | Venezuela             |

## Sistema de competencia
- En la primera ronda los ocho equipos participantes serán divididos en dos grupos de cuatro integrantes que jugarán todos contra todos.
- Los dos primeros puestos de cada grupo pasarán a disputar las semifinales. Los que ocupen el tercero y cuarto lugar disputarán una eliminatoria para el quinto y séptimo puesto.
- Los perdedores de las semifinales jugarán por la medalla de bronce, y los ganadores disputarán la medalla de oro.

## Resultados

### Primera ronda

#### Grupo A
| Equipo               | Pts | PJ | PG | PG+ | PP | GF | GC | Dif |
| -------------------- | --- | -- | -- | --- | -- | -- | -- | --- |
| Paraguay             | 8   | 3  | 2  | 1   | 0  | 22 | 10 | 12  |
| Chile                | 6   | 3  | 2  | 0   | 1  | 17 | 15 | 2   |
| Perú                 | 3   | 3  | 1  | 0   | 2  | 14 | 16 | -2  |
| República Dominicana | 0   | 3  | 0  | 0   | 3  | 7  | 19 | -12 |

| 7 de diciembre de 2014 | Paraguay | 7:5 (t. s.)                    | Chile | Complejo Deportivo de Huanchaco, Huanchaco, Perú |  |
|                        |          | ( 2:3, 1:1, 2:1, 2:0 ) Reporte |       |                                                  |  |

| 7 de diciembre de 2014 | Perú | 6:2                       | República Dominicana | Complejo Deportivo de Huanchaco, Huanchaco, Perú |  |
|                        |      | ( 1:0, 3:2, 2:0 ) Reporte |                      |                                                  |  |

| 8 de diciembre de 2014 | Paraguay | 9:2                       | República Dominicana | Complejo Deportivo de Huanchaco, Huanchaco, Perú |  |
|                        |          | ( 2:0, 3:1, 4:1 ) Reporte |                      |                                                  |  |

| 8 de diciembre de 2014 | Perú | 5:8                       | Chile | Complejo Deportivo de Huanchaco, Huanchaco, Perú |  |
|                        |      | ( 2:2, 2:2, 1:4 ) Reporte |       |                                                  |  |

| 9 de diciembre de 2014 | Chile | 4:3                       | República Dominicana | Complejo Deportivo de Huanchaco, Huanchaco, Perú |  |
|                        |       | ( 2:2, 2:0, 0:1 ) Reporte |                      |                                                  |  |

| 9 de diciembre de 2014 | Perú | 3:6                       | Paraguay | Complejo Deportivo de Huanchaco, Huanchaco, Perú |  |
|                        |      | ( 0:2, 2:1, 1:3 ) Reporte |          |                                                  |  |

#### Grupo B
| Equipo      | Pts | PJ | PG | PG+ | PP | GF | GC | Dif |
| ----------- | --- | -- | -- | --- | -- | -- | -- | --- |
| El Salvador | 9   | 3  | 3  | 0   | 0  | 15 | 6  | 9   |
| Ecuador     | 6   | 3  | 2  | 0   | 1  | 18 | 17 | 1   |
| Venezuela   | 3   | 3  | 1  | 0   | 2  | 15 | 14 | 1   |
| Bolivia     | 0   | 3  | 0  | 0   | 3  | 16 | 27 | -11 |

| 7 de diciembre de 2014 | Ecuador | 6:4                       | Venezuela | Complejo Deportivo de Huanchaco, Huanchaco, Perú |  |
|                        |         | ( 1:2, 1:0, 4:2 ) Reporte |           |                                                  |  |

| 7 de diciembre de 2014 | El Salvador | 7:3                       | Bolivia | Complejo Deportivo de Huanchaco, Huanchaco, Perú |  |
|                        |             | ( 2:1, 4:1, 1:1 ) Reporte |         |                                                  |  |

| 8 de diciembre de 2014 | Ecuador | 10:8    | Bolivia | Complejo Deportivo de Huanchaco, Huanchaco, Perú |  |
|                        |         | Reporte |         |                                                  |  |

| 8 de diciembre de 2014 | El Salvador | 3:1     | Venezuela | Complejo Deportivo de Huanchaco, Huanchaco, Perú |  |
|                        |             | Reporte |           |                                                  |  |

| 9 de diciembre de 2014 | Venezuela | 10:5                      | Bolivia | Complejo Deportivo de Huanchaco, Huanchaco, Perú |  |
|                        |           | ( 2:2, 3:1, 5:2 ) Reporte |         |                                                  |  |

| 9 de diciembre de 2014 | El Salvador | 5:2                       | Ecuador | Complejo Deportivo de Huanchaco, Huanchaco, Perú |  |
|                        |             | ( 1:2, 1:0, 3:0 ) Reporte |         |                                                  |  |

### Eliminatoria por el 5º y 7º puesto

#### Preliminares
| 11 de diciembre de 2014 | Venezuela | 6:4                       | República Dominicana | Complejo Deportivo de Huanchaco, Huanchaco, Perú |  |
|                         |           | ( 2:1, 3:1, 1:2 ) Reporte |                      |                                                  |  |

| 11 de diciembre de 2014 | Perú | 8:1                       | Bolivia | Complejo Deportivo de Huanchaco, Huanchaco, Perú |  |
|                         |      | ( 1:1, 5:0, 2:0 ) Reporte |         |                                                  |  |

#### Juego por el 7º puesto
| 12 de diciembre de 2014 | República Dominicana | 3:6               | Bolivia | Complejo Deportivo de Huanchaco, Huanchaco, Perú |  |
|                         |                      | ( 3:1, 0:2, 0:3 ) |         |                                                  |  |

#### Juego por el 5º puesto
| 12 de diciembre de 2014 | Venezuela | 2:6               | Perú | Complejo Deportivo de Huanchaco, Huanchaco, Perú |  |
|                         |           | ( 0:2, 0:3, 2:1 ) |      |                                                  |  |

### Ronda final

#### Semifinales
| 11 de diciembre de 2014 | El Salvador | 7:4                       | Chile | Complejo Deportivo de Huanchaco, Huanchaco, Perú |  |
|                         |             | ( 3:1, 0:1, 4:2 ) Reporte |       |                                                  |  |

| 11 de diciembre de 2014 | Paraguay | 5:2                       | Ecuador | Complejo Deportivo de Huanchaco, Huanchaco, Perú |  |
|                         |          | ( 1:2, 1:0, 3:0 ) Reporte |         |                                                  |  |

#### Juego por la medalla de bronce
| 12 de diciembre de 2014 | Chile | 5:5 (4:5 p.)           | Ecuador | Complejo Deportivo de Huanchaco, Huanchaco, Perú |  |
|                         |       | ( 1:2, 1:1, 3:2, 0:0 ) |         |                                                  |  |

#### Juego por la medalla de oro
| 12 de diciembre de 2014 | El Salvador | 5:6               | Paraguay | Complejo Deportivo de Huanchaco, Huanchaco, Perú |  |
|                         |             | ( 2:3, 1:2, 2:1 ) |          |                                                  |  |

## Medallero y clasificación final
| Pos.              | Equipo                     |
| ----------------- | -------------------------- |
| Medalla de oro    | Paraguay (PAR)             |
| Medalla de plata  | El Salvador (ESA)          |
| Medalla de bronce | Ecuador (ECU)              |
| 4º                | Chile (CHI)                |
| 5º                | Perú (PER)                 |
| 6º                | Venezuela (VEN)            |
| 7º                | Bolivia (BOL)              |
| 8º                | República Dominicana (DOM) |